# Murray Street
Murray Street je studivé album americké rockové kapely Sonic Youth, které bylo vydáno v červnu roku 2002. Bylo to vůbec první album, na kterém je uveden Jim O'Rourke jakožto oficiální člen kapely.

## Seznam skladeb
1. "The Empty Page" – 4:20
2. "Disconnection Notice" – 6:24
3. "Rain on Tin" – 7:56
4. "Karen Revisited" – 11:11
5. "Radical Adults Lick Godhead Style" – 4:27
6. "Plastic Sun" – 2:14
7. "Sympathy for the Strawberry" – 9:06
8. "Street Sauce" (bonusová skladba, která je součástí pouze japonské verze) – 7:34